# Petra Divišová
Petra Divišová (Strakonice, 5 giugno 1984) è un'ex calciatrice ed ex giocatrice di calcio a 5 ceca, di ruolo attaccante.
Oltre ad aver indossato la maglia della nazionale ceca nel calcio a 11, ha collezionato 6 presenze nella nazionale ceca di calcio a 5 tra il 2012 e il 2014, marcando 6 reti.

## Palmarès

### Club
- Campionato ceco: 4

Slavia Praga: 2013-2014, 2014-2015, 2015-2016. 2016-2017
- Coppa della Repubblica Ceca femminile: 2

Slavia Praga: 2013-2014, 2015-2016